# Stefan Adika
Stefan Adika es un bajista estadounidense, popular por haber tocado en las bandas Dad's Porno Mag y L.A. Guns. También tocó junto al guitarrista ex-Guns N' Roses, Gilby Clarke y fue miembro de la banda de Dee Dee Ramone. Ha salido de gira con Alice Cooper y Eddie Van Halen.
En L.A. Guns, reemplazó al bajista Johnny Crypt luego de la grabación del álbum Shrinking Violet.

## Discografía

### Con Dad's Porno Mag
Dad's Porno Mag (1997)

### Con Gilby Clarke
99 Live (1999)

### Con Alan Plotkin
Death Couch Studios/Mitch's House (1986)